# Arcos e Mogofores
Pour les articles homonymes, voir Arcos.
Arcos e Mogofores est une paroisse civile portugaise (en portugais : freguesia) de la municipalité d'Anadia dans le district d'Aveiro. Elle est créée en 2013, par fusion des paroisses d'Arcos et Mogofores.

## Géographie
La paroisse d'Arcos e Mogofores correspond au centre urbain de la municipalité d'Anadia.

## Histoire
La paroisse est créée par la loi no 11-A/2013 du 28 janvier 2013 portant réorganisation administrative du territoire des freguesias, en fusionnant les paroisses d'Arcos et Mogofores. Son nom officiel est União das Freguesias de Arcos e Mogofores et son siège est fixé à Arcos.

## Démographie
Lors du recensement de 2021, Arcos e Mogofores compte 6 239 habitants. C'est ainsi la paroisse la plus peuplée de la municipalité d'Anadia, qui totalise 27 532 habitants.